# Centre-ville de Kuopio
Le centre de Kuopio (finnois : Kuopion keskusta) est le centre-ville correspondant aux quartiers 1 à 6 de Kuopio en Finlande.

## Présentation
Le centre correspond à la partie de la ville organisée en plan hippodamien.
Le centre est limité à l'est au nord par le lac Kallavesi et au sud par la voie de Savonie. 
Les quartiers du centre-ville ne peuvent pas être clairement distingués les uns des autres.
Les points d'attraction du quartier sont la place du marché de Kuopio et le port de voyageurs.

## Lieux et monuments

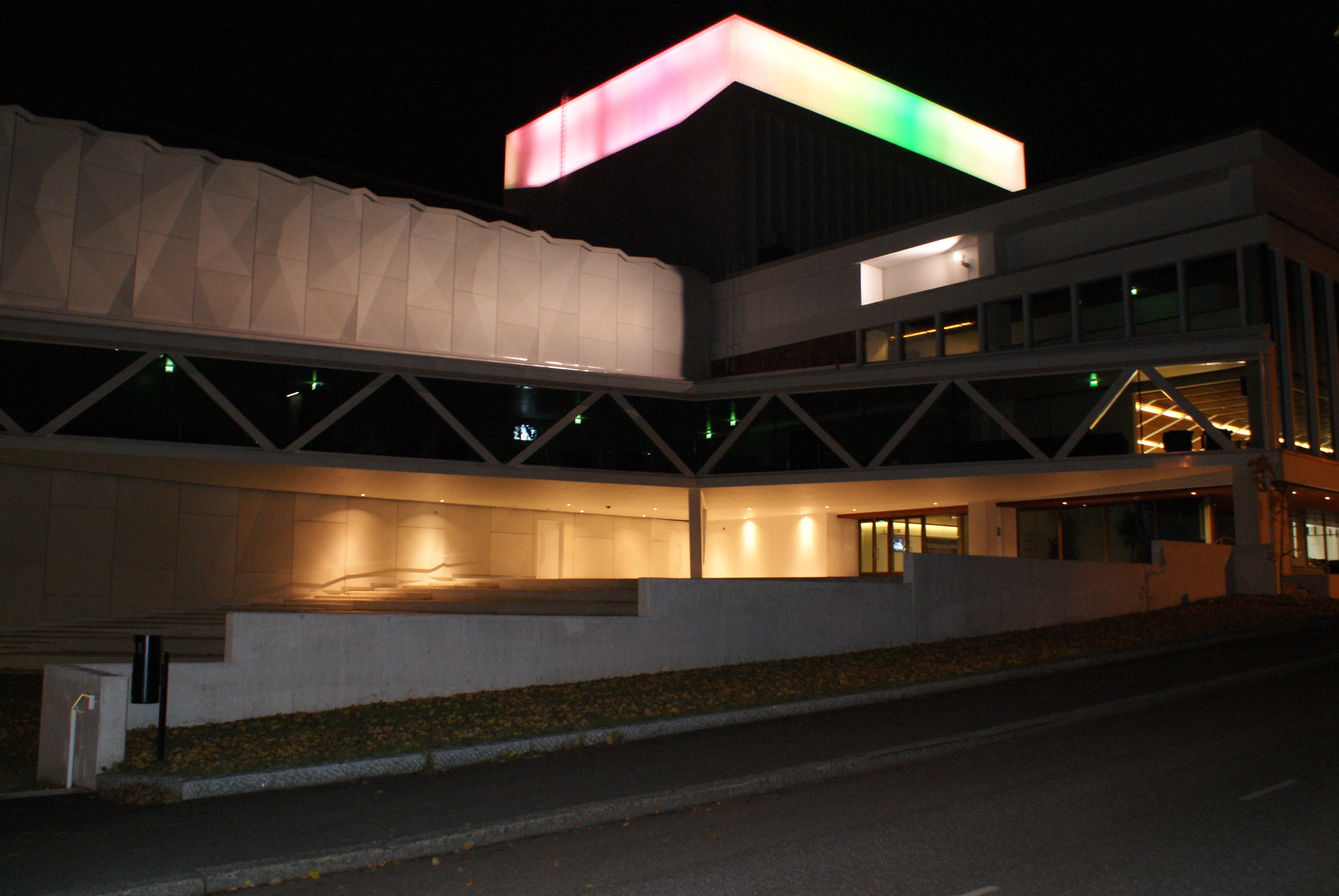
Théâtre municipal.
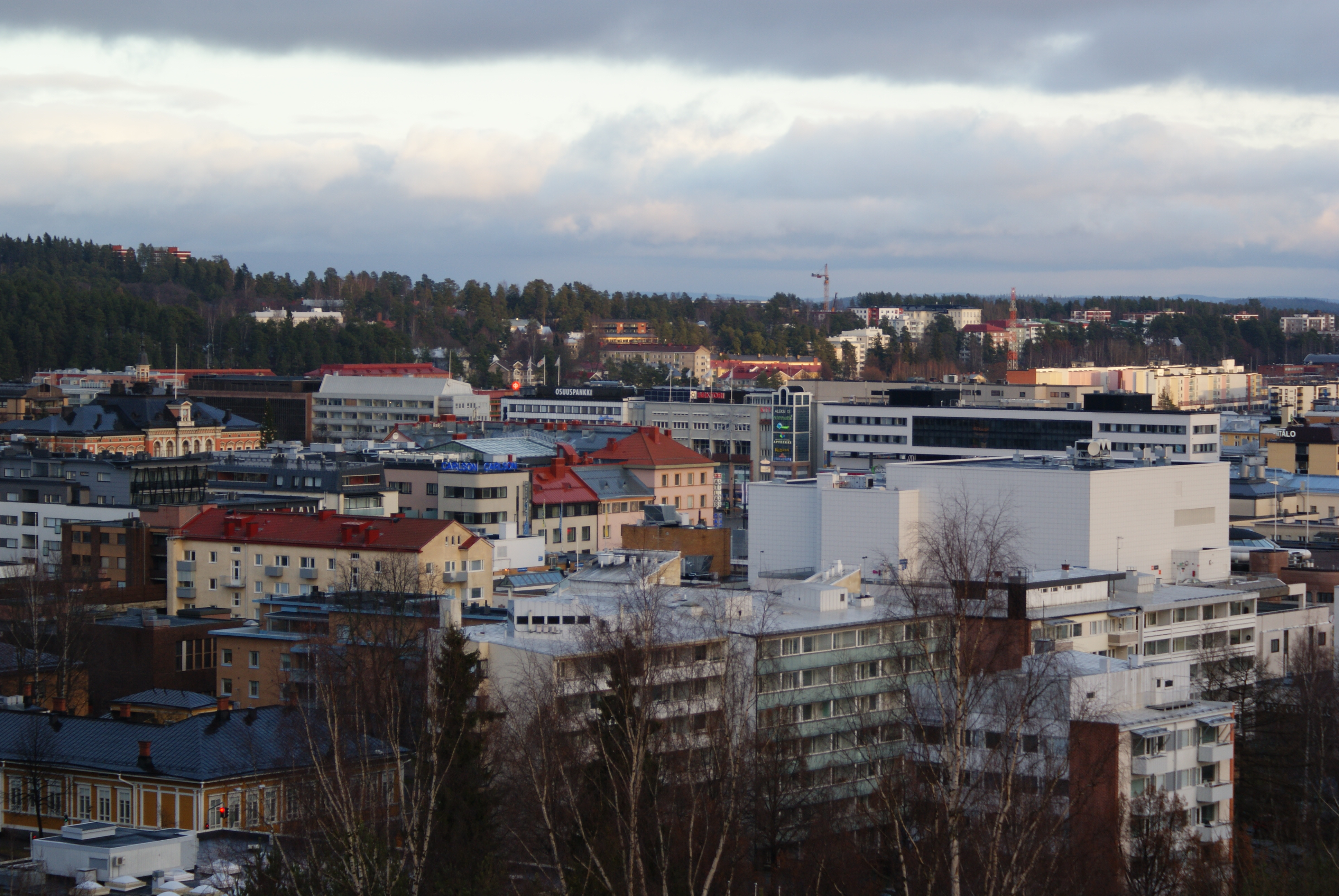
Le centre-ville en 2015.
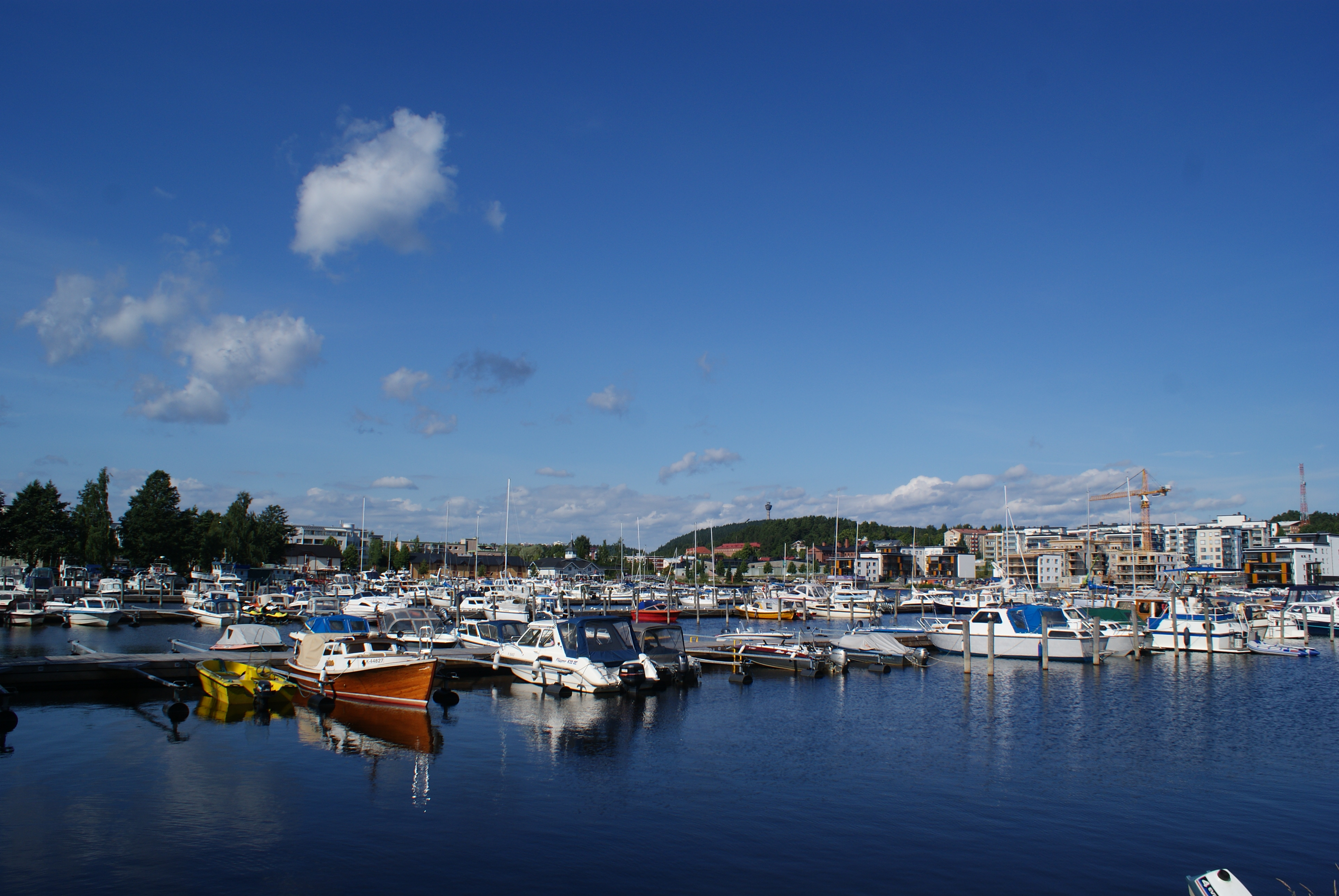
Le port. Au fond, des immeubles de  Maljalahti et la tour de Puijo.
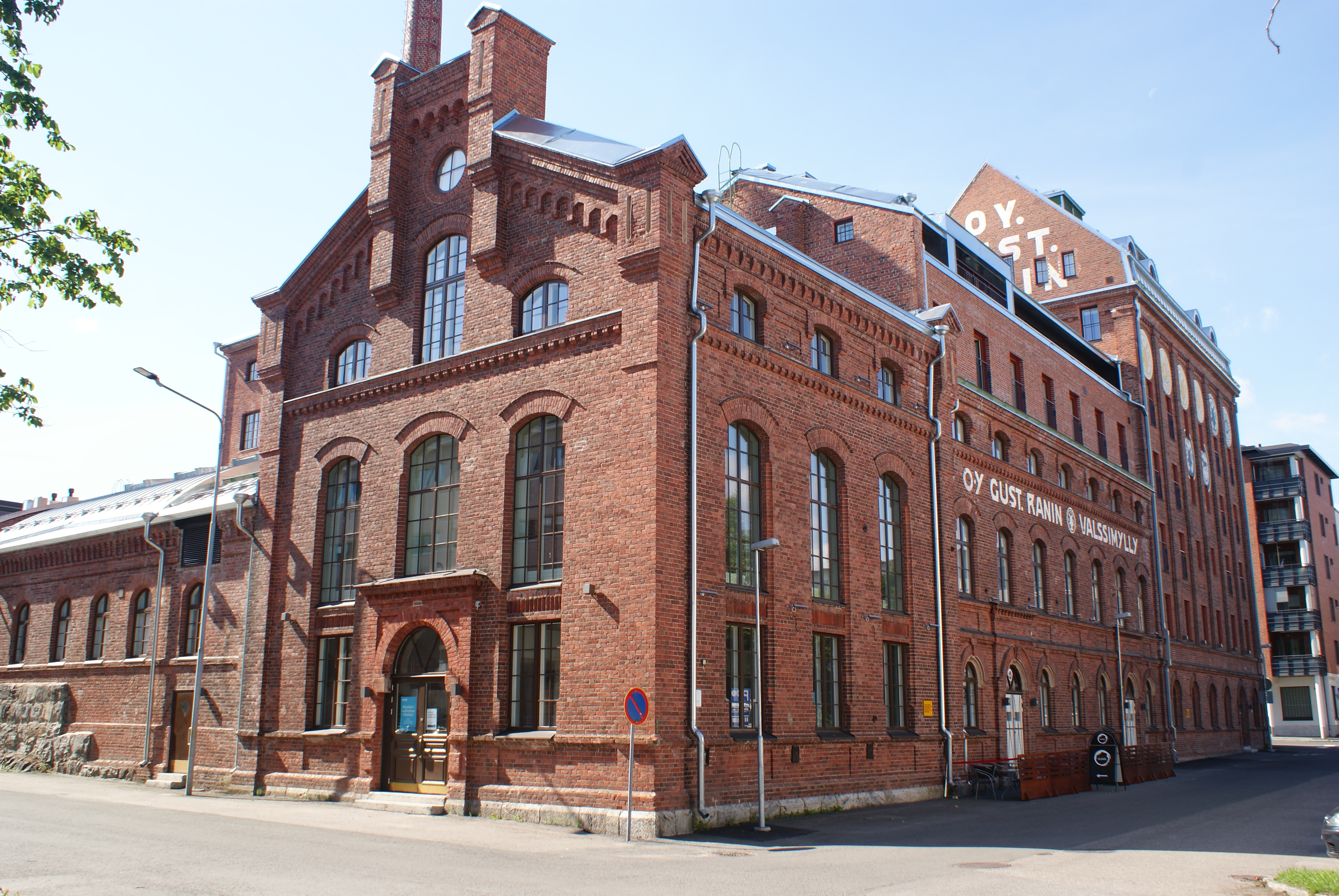
L'ancienne boulangerie de Gustaf Ranin.
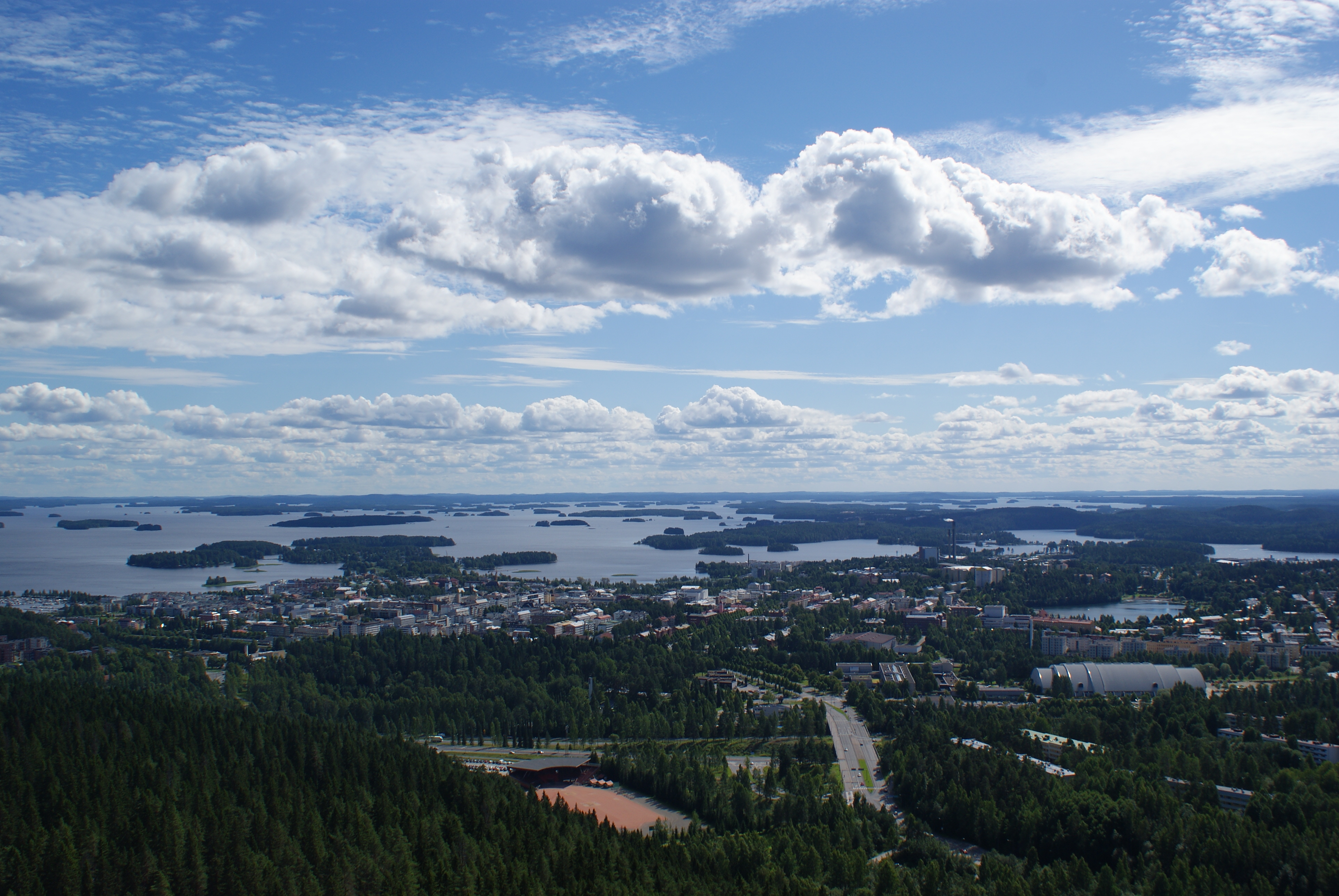
Le centre-ville vue la tour de Puijo.